# 魏華存
魏華存（251年—334年），字賢安，又稱魏夫人、紫虛元君、民間亦稱二仙奶奶，晉代天師道女道士，山東任城樊邑（今山東微山县）人，傳說傳授道教上清經出世，上清派、茅山派追尊為第一代祖師。
其他稱號還有玉清聖祖紫虚元君、玉清祖姥紫虚元君、南嶽仙姥紫虛元君、金闕上保高元紫虚元君魏華存、紫虚元君領上眞司命南嶽魏夫人、高元宸照法王紫虚元君、祖師金闕上保清真紫虚元君魏華存、祖師清微金闕上保高元宸照法王清眞紫虚元君。

## 生平
她是晉司徒剧阳侯魏舒之女，二十四岁时嫁给修武县令南阳刘幼彦，博覽《道德經》、《南華經》、儒家五經、諸子，食齋修道多年，信奉天师道，擔任祭酒。傳說有清虛真人王褒等降授「神真之道」，景林真人授之以《黃庭經》。永嘉之亂時，魏華存帶同兩兒避亂江南，把天師道帶到南方。
魏華存羽化後，東晉道士楊羲自稱得魏華存降臨，稱其已封為「紫虛元君南嶽魏夫人」，授與上清經及仙真內傳（《隋书·经籍志》著录《清虚真人王君内传》一卷，题「弟子华存撰」）。楊羲又撰有《魏夫人傳》，神化魏華存的生平事蹟。
元代茅山宗追尊魏華存為第一代太師。
同時她也是玄天上帝之師。《搜神記》記載：“玄帝念道專一，遂感玉清圣祖紫虚元君（玉清紫元君、玉清圣祖紫元君），传授无极上道，元君告玄帝曰：子可越海东，游历于翼轸之下。”